# Santander de Quilichao
Santander de Quilichao là một khu tự quản thuộc tỉnh Cauca, Colombia. Thủ phủ của khu tự quản Santander de Quilichao đóng tại Santander de Quilichao Khu tự quản Santander de Quilichao có diện tích 521 ki lô mét vuông. Đến thời điểm ngày 28 tháng 5 năm 2005, khu tự quản Santander de Quilichao có dân số 69660 người.